# Palier de décompression
 (juillet 2019).
Si vous disposez d'ouvrages ou d'articles de référence ou si vous connaissez des sites web de qualité traitant du thème abordé ici, merci de compléter l'article en donnant les références utiles à sa vérifiabilité et en les liant à la section « Notes et références ».

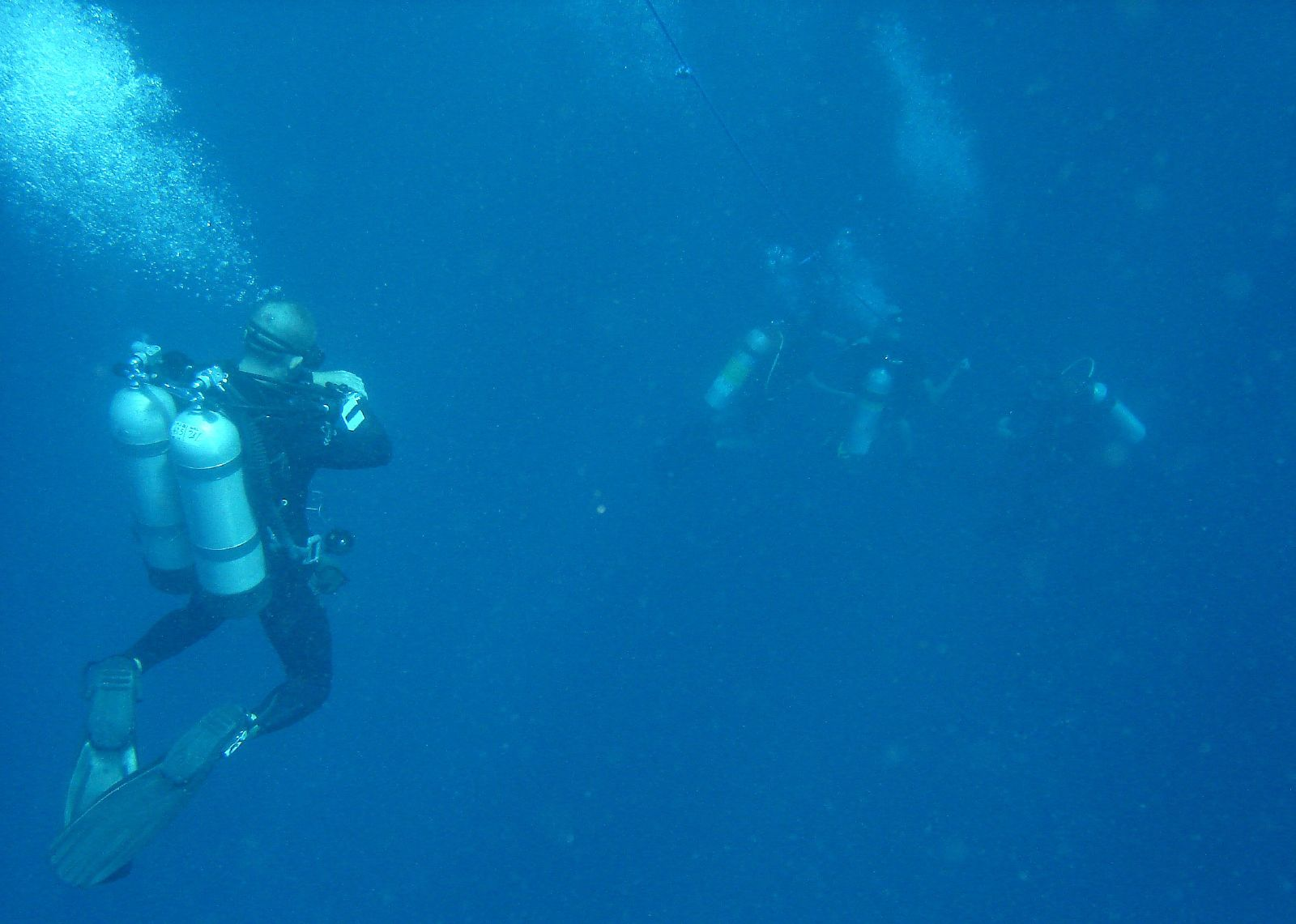
Plongeurs lors d'un palier de désaturation

En plongée bouteille, un palier de désaturation est le temps que l'on passe à une profondeur donnée afin de réduire le taux d'azote ou d'hélium restant dans les tissus humains (sang notamment). Ces paliers concernent presque exclusivement les plongeurs en scaphandres autonomes, les apnéistes n'effectuant des paliers que dans de très rares cas comme lors de records d'apnée no limit. La plongée libre de loisir n'est en revanche pas concernée. 
Il entre dans le cadre des procédures de désaturation en prévention des accidents de désaturation  (ADD=accident de désaturation ). Sa profondeur et son temps sont donnés par les tables de désaturation ou un ordinateur de plongée.
La profondeur à laquelle il est effectué et son temps varient en fonction de la profondeur atteinte et du temps passé sous l'eau (dont dépendent la saturation du sang en gaz). Il est fréquent d'effectuer le ou les paliers sur la ligne de remontée, généralement le mouillage d'un navire, ils peuvent cependant se faire en pleine eau (à la dérive) ou en remontant collé au fond (cas des plongées depuis le bord).
Il est d'usage, notamment en France, d'éviter de plonger avec des paliers dans le cadre de la plongée loisir, et en tout état de cause, en fin de plongée, d'effectuer un palier de principe de trois minutes à cinq mètres sous la surface. Ce palier se justifiait anciennement pour corriger des remontées trop rapides (avant l'avènement des profondimètres électroniques, l'estimation de la vitesse était imprécise).
Néanmoins, lors de plongées profondes (épaves, grottes, ou tentatives de records), des paliers profonds et longs sont nécessaires. Ils sont alors souvent effectués avec des gaz (trimix, Nitrox, Oxygène pur) dont les proportions ont été calculées au préalable afin d'être le plus efficaces possible pour une plage de profondeur.

## Les paliers à l'oxygène pur ou aunitrox
Ces paliers présentent plusieurs avantages et inconvénients :
Avantages :
- réduisent les temps de décompressions. Suivant les algorithmes, la durée corrigée varie entre les deux tiers et la moitié de la durée initiale pour un palier effectué à l'oxygène pur.
- réduisent, dans le cadre d'une respiration en surface (palier de surface) le temps d'intervalle surface avant d'effectuer une plongée successive.
- diminuent la fatigue après une plongée.palier

Inconvénients :
- accroissent le risque de crise hyperoxique aigüe (appelée aussi « effet Paul Bert »), si augmentation de la pression partielle d'oxygène (PpO > 1,6b*) soit 6 mètres.
- nécessitent d'avoir une source supplémentaire de gaz. 3 techniques sont employées :
  - méthode du narguilé (bouteille sur le bateau raccordé à un long flexible).
  - bouteille au palier (sous le bateau), on dit aussi au pendeur.
  - emport d'une « bouteille déco » (garder la bouteille en plongée avec soi).
- augmentent le prix. Il varie selon les centres de gonflages mais il est généralement plus cher que l'air.
- demandent un matériel de plongée adapté car l'oxygène pur et les nitrox « riches » (plus de 50 %) sont un comburant extrêmement puissant, risque d'explosion.
- nécessitent une formation spécifique (ex : plongeur Nitrox confirmé).

En revanche, dans le cadre de la plongée professionnelle (scaphandrier notamment), il arrive qu'en raison de la profondeur de travail, les plongeurs évoluent « en saturation ». Au-delà de plusieurs heures à une même profondeur, le corps devient saturé et n'emmagasine plus de gaz, par conséquent, les paliers nécessaires n'augmentent plus. Dans ce cas, les paliers sont très longs (jusqu'à 36 heures) et sont en général effectués en caisson de décompression, qui se présentent sous la forme d'un caisson de recompression immergeable.
NB : les paliers sont en général réalisés à des profondeurs de 3, 6 et 9 mètres correspondant à 10, 20 et 30 pieds dans le système de mesures anglo-saxon. Cependant, afin de s'affranchir des contraintes liées à l'état de surface, il est de plus en plus fréquent de faire finir les paliers à 5 (profondeur des paliers dans la table NAUI) ou 6 mètres.